# Stellaria americana
Stellaria americana är en nejlikväxtart som först beskrevs av Thomas Conrad Porter och B.L. Robins., och fick sitt nu gällande namn av Paul Carpenter Standley. Stellaria americana ingår i släktet stjärnblommor, och familjen nejlikväxter. Inga underarter finns listade i Catalogue of Life.